# Колективна поведінка
Колекти́вна поведі́нка (англ. collective behaviour) — теорія поведінки натовпу, яка стверджує, що в період соціального занепаду та дезінтеграції суспільству загрожує влада натовпу. У натовпі психологія індивіда підпорядкована «колективної ментальності», що радикальним чином трансформує його власну поведінку. Уперше була запропонована Г. Ле Боном у 1895 році. У сучасній соціології теорія поведінки натовпу викликає менший інтерес. На даний час під колективною поведінкою соціологи розуміють мобілізацію маси людей на зміну загальної структури суспільства.
Більша частина соціальної поведінки відбувається регулярними та усталеними формами, через те, що звичайно люди поводять себе відповідно до норм, що визначають очікувану поведінку у різноманітних ситуаціях.
Приклад: Соціальна поведінка в аудиторії у звичайній ситуації (як приходять, сідають, слухають, пишуть тощо) у досить передбачений спосіб.
Розумовий експеримент:
Уявіть поведінку в аудиторії у незвичайній ситуації (як: «пожежа») — норми «відкладаються», соціальна поведінка стає неструктурованою й непередбачуваною.
Може навіть, хоча й необов'язково, спалахнути паніка. I якщо паніка виникне спільна (кооперативна) поведінка зникне. З'явиться безладний навальний рух до виходів, хоча це знищує для кожного шанс врятуватися.
Можливий і інший варіант, коли паніка буде незначною, особливо, якщо з"являться лідери, щоб спрямувати упорядкований вихід. Але незалежно від того, чи панікуватиме натовп, чи ні, його поведінка більше не спрямовуватиметься повсякденними нормами. У такій ситуації, коли соціальні норми неясні або відсутні, виникає специфічна соціальна поведінка. Дуже часто це виглядає так, ніби люди прямо на місці колективно імпровізують нову форму поводження.
Соціологи називають це явище колективною поведінкою (collective behavior).
Колективна поведінка — це відносно спонтанні соціальні дії, які мають місце, коли люди намагаються виробити спільні реакції на неясні ситуації. Це, наприклад, соціальне заворушення (unrest), бунти (riot), маніакальна поведінка, слідування моді, дивацтво (fads), поширення чуток, паніка (panics), масова втеча (mass flights), лінчування (lynchings), повстання (rebellions) тощо.